# 平井柚葉
平井 柚葉（ひらい ゆずは、1987年9月4日 - ）は、日本のAV女優。BKプロモーション所属。
北海道出身。血液型:B型。身長:157cm。スリーサイズ:B90(F)・W58・H85。

## 略歴・人物
2008年にAVデビュー。90cm・Fカップの巨乳の持ち主である。
2009年、出演した『DEATH LOOP VOL.1 人生最悪の屈辱達磨！！ 野垂れイキ痙攣女王』(メーカー:BLACK BABY。監督:Baba★Za★Babby)は、AVグランプリの「凌辱作品部門」にエントリーされ優秀賞を受賞した。賞金50万円

## 出演作品

### アダルトビデオ
2008年
- 勃起率100% 憧れの巨乳女教師・巨乳クラスメイト・巨乳家庭教師がいるビンカン学園（5月8日、ヒビノ）
- Fカップと制服の私（8月5日、NON）
- ホストの彼氏に売り飛ばされた女 私…仕方が無くAVやらされました。（8月21日、ヒビノ）
- Beauty Style 35（9月19日、イエロー）
- No.1 CLUB GAL 攻略!! 巨乳クラブギャル in 渋谷&六本木（9月15日、イマージュ）
- ハーレム奴隷新人教師（9月20日、J-MODEL）
- 団地妻生中出し 13（10月3日、TMA）
- 巨乳コブ縄 マ●ズリオナニー（10月10日、メディアバンク）オムニバス作品
- THE FUCK FUCK FUCK 66 DX（10月11日、クリスタル映像）
- 発禁寸前 File.04（10月15日、NON）
- 巨乳コギャルズメイド（10月19日、イエロー）
- CHARISMA☆エステティシャン（10月19日、kira☆kira）
- 巨乳素人ギャル・中出しBODY'S（10月21日、h.m.p）
- キャバ嬢 Luxury After 完全撮り下し3時間（11月14日、ビッグモーカル）
- 官能小説朗読オナニ〜 4（11月19日、イエロー）
- 痴女姉 近親相姦（11月21日、GLAY'z）
- kira☆kiraALLSTARS ビキニGAL☆ 巨乳乱交SPECIAL（11月22日、kira☆kira）
- 神技!! 天狗亜苦滅 第一章（12月2日、マッド）
- 全員がFカップ以上! 巨乳ギャルだらけのおっぱいパブ!!（12月4日、GARCON）
- 巨乳天国 おっぱいパブ 3（12月4日、ROCKET）
- 家庭教師はガマンできない 32（12月5日、クリスタル映像）
- 中出し女子校生暴行 犯られ続ける3時間（12月12日、ビッグモーカル）
- デジタル極生Body 〜美白ロリ巨乳〜（12月15日、メディアバンク）
- ケガドル♥ 〜ホータイ系美少女の萌えフェチえっち♥〜（12月18日、SODクリエイト）
- 巨乳コギャルズパイパン学園（12月19日、イエロー）
- M的願望症候群（12月20日、ブレイントラストカンパニー）
- 寝取られ願望 他人棒に狂う妻（12月25日、ながえスタイル）
- お嬢さまはバックがお好き 5（12月26日、ケイ・エム・プロデュース）

2009年
- SOFT ON DEMAND 2009年 新春大増量スペシャル SOD女子社員新年会（1月8日、SODクリエイト）…※「平尾柚美」名義
- 手コキでベロちゅ〜 5（1月19日、イエロー）
- 授業中の校内痴漢は女子校教師の特権だ!（1月22日、ROCKET）
- 憧れの先生は絶品ボディ 2（1月24日（レンタル）／2月20日（セル）、クリスタル映像）
- 噂の女子大生狩り 1（1月30日、クリスタル映像）
- SEX向上委員会 02（2月1日、アイデアポケット）
- 童貞のシャイな宅配男子を巨乳ギャル軍団が無理やり5発抜いちゃいました!!（2月5日、GARCON）…※「ユズハ」名義
- 大沢佑香VS渋谷エロギャル軍団・淫乱ドM対決!!（2月5日、GARCON）
- ロケットおっぱい20人! マイクロビキニでドキッ! 巨乳だらけの水泳大会（2月5日、ROCKET）
- 手コキ美女 3（2月6日、クリスタル映像）
- おちんちんから潮を大量に噴かせるスゴ技 SPECIAL（2月19日、SODクリエイト）
- 「工場で働く自分の魅力に気付いてないダイヤの原石美人はキレイで時給850円なのにおやじ達の3Kチ○ポ（クサイ/カタイ/キタナイ）も拒めない」 VOL.2（2月19日、DANDY）
- 脱ぎたてホクホク パンティ〜 手コキ&フェラ 3（2月19日、イエロー）
- 公開! 恥めてのソープ嬢面接 実技指導の果てに…（2月20日、スターパラダイス）
- 渋谷BLACK VS 関東ギャルサー連合 伝説の最強ギャルサー渋谷BLACK復活なるか!?（3月5日、GARCON）
- 第3回 史上最強ギャル キャットファイトグランプリ!! 予選ラウンド（3月5日、GARCON）
- 痴女姉 お姉さんが教えてあげる柚葉（3月13日、ビッグモーカル）
- 家出女子校生（3月13日、ビッグモーカル）
- レズ女教師 男子生徒に見つかり 集団イラマチオ（3月19日、ヒビノ）
- ザ・ギャルナン 08（3月19日、グローリークエスト）
- ちんぐり返しねアナル舐め手コキ 2（3月19日、イエロー）
- kira☆kira フェラチオ学園祭 Vol.3（3月19日、kira☆kira）
- DEATH LOOP VOL.1 人生最悪の屈辱達磨!! 野垂れイキ痙攣女王（3月28日、ベイビーエンターテイメント）
- 羞辱妄想劇場 VOL.1 学園アイドルの服が僕らの目の前で溶けた!（4月4日、サディスティックヴィレッジ）
- スクール水着 ローションパイズリ（4月19日、イエロー）
- 第3回 史上最強ギャル キャットファイトグランプリ!! 決勝トーナメント!!（5月7日、GARCON）※「平井ユズハ」名義
- 黒ストッキング足コキ（5月19日、イエロー）
- 巨乳女狩り 37（6月12日、クリスタル映像）

他